# 松下圭一
松下 圭一（まつした けいいち、1929年8月19日 - 2015年5月6日）は、日本の政治学者・法学博士。法政大学名誉教授。元日本政治学会理事長。専門は、政治学、政治思想史、地方自治論。

## 来歴・人物
福井県福井市生まれ。旧制福井中学、第四高等学校を経て、1952年東京大学法学部卒業。在学中は東京大学新聞編集長を務めた。丸山眞男門下として名高く、法政大学法学部に赴任後、助教授、教授を経て、2000年に法政大学を定年退職。また、日本政治学会理事長や日本公共政策学会会長を歴任した。マルクス主義全盛の時代潮流において大衆社会論を唱えて論壇に登場し、江田三郎の構造改革論や、地方自治のイデオローグとして活躍した。
2015年5月6日午前1時20分、心不全のため死去。85歳没。

## 学説

### 概説
たとえば、批評家の山崎正和や堺屋太一などが文明論や社会形態論を論じることが知られているが、松下の場合、政治制度論、経済体制論、社会形態論から、それらを裏付ける歴史的諸条件を基に「都市型社会」の下での市民自治における政策型思考の設定・枠組みを課題に唱える。その理論枠組みは、工業化 + 民主化 = 近代化段階の、主に日本などの近代化後進国における民主化は、社会権的側面の充足に重きが置かれてきた反面、自由権的側面に欠缺があることを土台とする。自由権的側面は、貨幣の浸透・個人の析出、教養・余暇の増大という事象において進展してゆくとする。「政府」概念も、自治体レベル・国レベル・国際レベルの3層構造を構想することで、ドイツ国法学流の「国家統治」概念を「市民自治」概念に置き換える「分節主権」を主張する。さらに、資本主義と社会主義及び共産主義などは「近代化」を目的とする選択手段の違いであること、また、「ナショナル・ミニマム」に対して、政策・制度設計の日常化を契機とした「シビル・ミニマム」を造語・理論化し、2010年前後から頻繁に使われるようになった「官僚内閣制」という言葉も造語した。
その理論を下敷きに政策論を展開する政治家として、菅直人、江田五月などの名が挙げられる。
『シビル・ミニマムの思想』で毎日出版文化賞、『市民参加』で吉野作造賞を受賞。

### 批評
自治体レベルからの国の相対化に対して。八木秀次の言説
- 松下が1975年の著書『市民自治の憲法理論』（岩波書店、岩波新書）で主張する「市民自治」及びその具現たる「地域主権」とは究極のところ、近代国家の解体である。「市民（≒ 市民活動家）」が社会契約によって自治体政府・国家・国際機構という対等な3政府を創設する。そして地域主権国家の母体は基礎的自治体（現在の市町村）とし、基礎的自治体が担えぬ事務事業は広域自治体（都道府県）が担い、広域自治体が担えぬ事務事業を国が担うという『補完性原理』に基づくものとし、最終的には「国家観念の終焉」「国家主観観念の終焉」「国家観念は不要」（以上の3句は著書全般で述べられている）とする。即ち国家を媒体とせぬ、国家と無関係な地方自治の実現である。従来から国家主権、国家統治権を前提として地方自治が在ると考えられてきたのに対し、本説は国籍を問わぬ「市民（≒ 市民活動家）」が社会契約をして先ず市町村という「政府」を組織し、それで賄えぬ広域行政をする為に同様に都道府県なる「政府」、次いで中央政府を組織し、間接的ながら国際機構を組織するとしている。それは「国家統治」を否定する「逆の論理」であると同時に、「マルクスを使わぬマルクス主義（＝国家観念・家族観念を解体し、共産主義の下に置く思想）」であるとする[14]。

国際レベルからの国の相対化に対して。価値観外交
- 松下と法政大で同僚だった藤田省三らがそうであるように、戦後思潮では「国体」概念は「天皇制」という概念で相対化された（天皇制#用語への批判参照）。但し、国家観念ないし国家主権を相対化するという意味軸では、2000年代以降の日本の外務省が外交方針の一つとするいわゆる「価値観外交」にも当てはまる。これは「普遍的価値（自由、民主主義、基本的人権、法の支配、市場経済）」に基づく価値観を持つ国々や人々との連携協調を推し進め、また支援し広めようとする考え方である。つまり現行の個々の国家主権とせめぎ合いを生じる契機を孕む普遍主義ないしグローバリズムに馴染む外交方針である。
もともとは米国の新保守主義アーヴィング・クリストルが提唱したものとされ、日本では上述の山崎正和が『大分裂の時代』『歴史の真実と政治の正義』等の著書で主題にし、安倍晋三、麻生太郎らが共鳴する政治家としてその名が挙がる（価値観外交参照）。

## 著書

### 単著
- 『現代政治の条件』（中央公論社, 1959年）
- 『市民政治理論の形成』（岩波書店, 1959年）
- 『戦後民主主義の展望』（日本評論社, 1965年）
- 『現代政治学』（東京大学出版会, 1968年）
- 『都市政策を考える』（岩波書店［岩波新書］, 1971年）
- 『シビル・ミニマムの思想』（東京大学出版会, 1971年）
- 『市民自治の憲法理論』（岩波書店［岩波新書］, 1975年）
- 『新政治考』（朝日新聞社［朝日選書］,　1977年）
- 『市民自治の政策構想』（朝日新聞社, 1980年）
- 『市民文化は可能か』（岩波書店, 1985年）
- 『社会教育の終焉』（筑摩書房, 1986年）
- 『都市型社会の自治』（日本評論社, 1987年）
- 『ロック「市民政府論」を読む』（岩波書店, 1987年）
- 『昭和後期の争点と政治』（木鐸社, 1988年）
- 『政策型思考と政治』（東京大学出版会, 1991年）
- 『自治体の基礎理論――分権化・国際化・文化化への構想』（地方自治総合研究所, 1994年）
- 『戦後政治の歴史と思想』（筑摩書房［ちくま学芸文庫］, 1994年）
- 『いま、なぜ、自治・分権なのか――阪神大震災から自治体外交まで』（世織書房, 1995年）
- 『現代政治の基礎理論』（東京大学出版会, 1995年）
- 『日本の自治・分権』（岩波書店［岩波新書］, 1996年）
- 『政治・行政の考え方』（岩波書店［岩波新書］, 1998年）
- 『自治体は変わるか』（岩波書店［岩波新書］, 1999年）
- 『シビル・ミニマム再考――ベンチマークとマニフェスト』（公人の友社, 2003年）
- 『都市型社会と防衛論争』（公人の友社,2003年）
- 『戦後政党の発想と文脈』（東京大学出版会, 2004年）
- 『自治体再構築』（公人の友社, 2005年）
- 『転型期日本の政治と文化』（岩波書店, 2005年）
- 『現代政治――発想と回想』（法政大学出版局, 2006年）
- 『市民・自治体・政治　再論・人間型としての市民』（公人の友社［北海道自治研ブックレット］,　2007年）
- 『国会内閣制の基礎理論　松下圭一法学論集』（岩波書店,　2009年）

### 編著
- 『現代日本の政治的構成』（東京大学出版会, 1962年）
- 『現代婦人問題入門』（日評社, 1970年）
- 『現代に生きる（6）市民参加』（東洋経済新報社, 1971年）
- 『職員参加』（学陽書房, 1980年）
- 『自治体の先端行政――現場からの政策開発』（学陽書房, 1986年）
- 『シリーズ自治を創る（1）自治体の国際政策』（学陽書房, 1988年）
- 『自治体改革　歴史と対話』（法政大学出版局,　2010年）

### 共編著
- （森啓）『文化行政――行政の自己革新』（学陽書房, 1981年）
- （原田勝正、尾崎秀樹、三國一朗）『昭和　二万日の全記録』（全19巻、講談社、1989年～1991年）
- （西尾勝・新藤宗幸）『岩波講座自治体の構想』（全5巻：岩波書店, 2002年）

## 関連文献
- 大塚信一『松下圭一　日本を変える 市民自治と分権の思想』（トランスビュー, 2014年）